# John Rogl
John Rogl (* 3. Mai 1996 in Landshut) ist ein deutscher Eishockeyspieler, der seit Juli 2025 beim ESV Kaufbeuren aus der DEL2 unter Vertrag steht und dort auf der Position des Verteidigers spielt. Zuvor war Rogl unter anderem für den EHC Red Bull München, die Adler Mannheim und Augsburger Panther in der Deutschen Eishockey Liga (DEL) aktiv.

## Karriere
Rogl durchlief in seiner Karriere die Nachwuchsmannschaften des EV Landshut, ehe er in der Saison 2014/15 in den Kader der ersten Mannschaft, die in der DEL2 beheimatet war, aufgenommen wurde. In 45 Spielen konnte Rogl vier Tore vorbereiten und eines selbst erzielen.
Zur Saison 2015/16 wurde der Linksschütze vom EHC Red Bull München verpflichtet. Zusätzlich erhielt Rogl eine Förderlizenz und war dank dieser auch für den in der DEL2 agierenden SC Riessersee spielberechtigt. Für die Red Bulls absolvierte der Linksschütze in der Meistersaison 2015/16 insgesamt 14 Partien, kam aber überwiegend beim SC Riessersee zum Einsatz. Dort kam er in 23 Spielen zu vier Torvorlagen. Nach einem weiteren Jahr beim SC Riessersee, wobei er diesmal in 27 Spielen zwei Torvorlagen sammelte, wechselte er im Mai 2017 zu den Adler Mannheim. Dort erhielt er eine Förderlizenz für die Kassel Huskies, bei denen er den Großteil der Spielzeit in der DEL2 verbrachte. Für Mannheim selbst absolvierte er sechs Saisonspiele.
Vor der Saison 2018/19 erhielt der Defensivspieler ein Angebot der Augsburger Panther, die ihn zunächst für ein Jahr verpflichteten. Nach mehreren Vertragsverlängerungen bei den Fuggerstädtern belegte Rogl am Ende der Spielzeit 2022/23 mit der Mannschaft den vorletzten Tabellenplatz. In der Folge verließ Rogl den Klub nach fünf Jahren und kehrte zu seinem Heimatverein nach Landshut in die DEL2 zurück. Nach zwei Jahren beim EVL wechselte er zum Spieljahr 2025/26 zum Ligakonkurrenten ESV Kaufbeuren.

### International
Rogl vertrat Deutschland bereits bei der U18-Junioren-Weltmeisterschaft 2013 und bei der U20-Junioren-Weltmeisterschaft der Division IA 2016.

## Erfolge und Auszeichnungen
- 2016 Deutscher Meister mit dem EHC Red Bull München

## Karrierestatistik
Stand: Ende der Saison 2024/25

### International
Vertrat Deutschland bei:
- U18-Junioren-Weltmeisterschaft 2014
- U20-Junioren-Weltmeisterschaft der Division IA 2016

(Legende zur Spielerstatistik: Sp oder GP = absolvierte Spiele; T oder G = erzielte Tore; V oder A = erzielte Assists; Pkt oder Pts = erzielte Scorerpunkte; SM oder PIM = erhaltene Strafminuten; +/− = Plus/Minus-Bilanz; PP = erzielte Überzahltore; SH = erzielte Unterzahltore; GW = erzielte Siegtore; 1 Play-downs/Relegation; Kursiv: Statistik nicht vollständig)